# Wsadnik (1890)
"Wsadnik" (ros. Всадник) – rosyjski statek Floty Czarnomorskiej.
Statek został zbudowany w stoczni w Kolonii w 1890 r. Początkowo nosił numer 1. Mógł służyć jako portowy lodołamacz. Po wybuchu I wojny światowej został włączony w skład rosyjskiej marynarki wojennej. Wszedł w skład Floty Czarnomorskiej. W połowie maja 1918 r. zajęli go Niemcy, zaś w listopadzie tego roku Biali, którzy przemianowali go na "Wsadnik". W grudniu statek opanowali alianccy interwenci. W kwietniu 1919 r. powrócił pod zwierzchnictwo Białych. Po zainstalowaniu 2 dział 75 mm służył jako kanonierka. Dowództwo statku sprawował por. Fiodor E. Wikberg. Statek brał udział w ostrzelaniu i wysadzeniu desantu oddziału Białych w porcie w Mariupolu na początku maja 1920 r. i oddziału gen. Czerepowa na wyspie Bolszoj Utrisz na pocz. sierpnia tego roku. W poł. listopada uczestniczył w ewakuacji wojsk Białych z Krymu do Gallipoli, a następnie w składzie 4 Oddziału Eskadry Rosyjskiej przepłynął do Bizerty, gdzie wraz z pozostałymi statkami został internowany przez Francuzów. Dalsze jego losy są nieznane.